# Coendou ichillus
Coendou ichillus — вид гризунів родини Голкошерстові (Erethizontidae).

## Етимологія
"Ichilla" на мові кечуа перекладається як мало, малий.

## Поширення
Живе на низинах (нижче 400 м над рівнем моря) західного Еквадору. Також є ймовірною його присутність в Перу.

## Зовнішня морфологія
Довжина голови й тіла: 260-290 мм, довжина задніх лап: 58-59 мм. Дорослі особини мають три типи волосся. Перші тонкі (40 мм у довжину), приховані серед колючок на спині, важко помітні, бо не густі. Другий тип характерний для голкошерста, 30-40 мм довжиною, чорні й двоколірні, окрім голови. Третій тип - голки 80 мм у довжину: довгі, рідкісні, тонкі, гнучкі й триколірні. Спинне забарвлення у результаті наявності цих трьох типів волосяного покриву, дає смугастий ефект, за винятком області поблизу хвоста, яка покривається тільки коротким волосяним покривом. Чіпкий хвіст трохи коротший ніж голова й тіло, а саме 80 - 86% від їх довжини. Кінчик хвоста голий і зароговілий зверху, а решта покрита чорними тонкими й жорсткими колючками. Ноги густо вкриті чорним волоссям. Зубна формула: I 1/1, C 0/0, P 1/1, M 3/3, в цілому 20 зубів. Інші види голкошерстів, що живуть в Амазонії помітно більші.

## Поведінка
Рідкісний вид, відомий лише по кільком особинам. Одна доросла самка недовго спостерігалась вночі, коли їла стиглі банани підвішені на шнурі під кроквою будівлі, оточеної садами і вторинною рослинністю. Інший дорослий представник виду спостерігався вночі в сусідніх незайманих заплавних лісах, сидячи на ліані близько 8 м над землею. Веде нічний, деревний і самітницький спосіб життя. Їсть насіння і плоди. Всі інші аспекти невідомі. 

## Загрози та охорона
Вид ще не був зареєстрований на природоохоронних територіях, таких як Національний Парк Ясуні.